# Jack Hanna
 Ikke at forveksle med Jack Hannah.
Jack Bushnell Hanna (født 2. januar 1947) er en amerikansk dyrepasser og direktør emeritus i Columbus Zoo and Aquarium, kendt for sine tv-optrædener på Good Morning America, The Late Show with David Letterman og Larry King Live samt flere naturprogrammer.